# 우중구

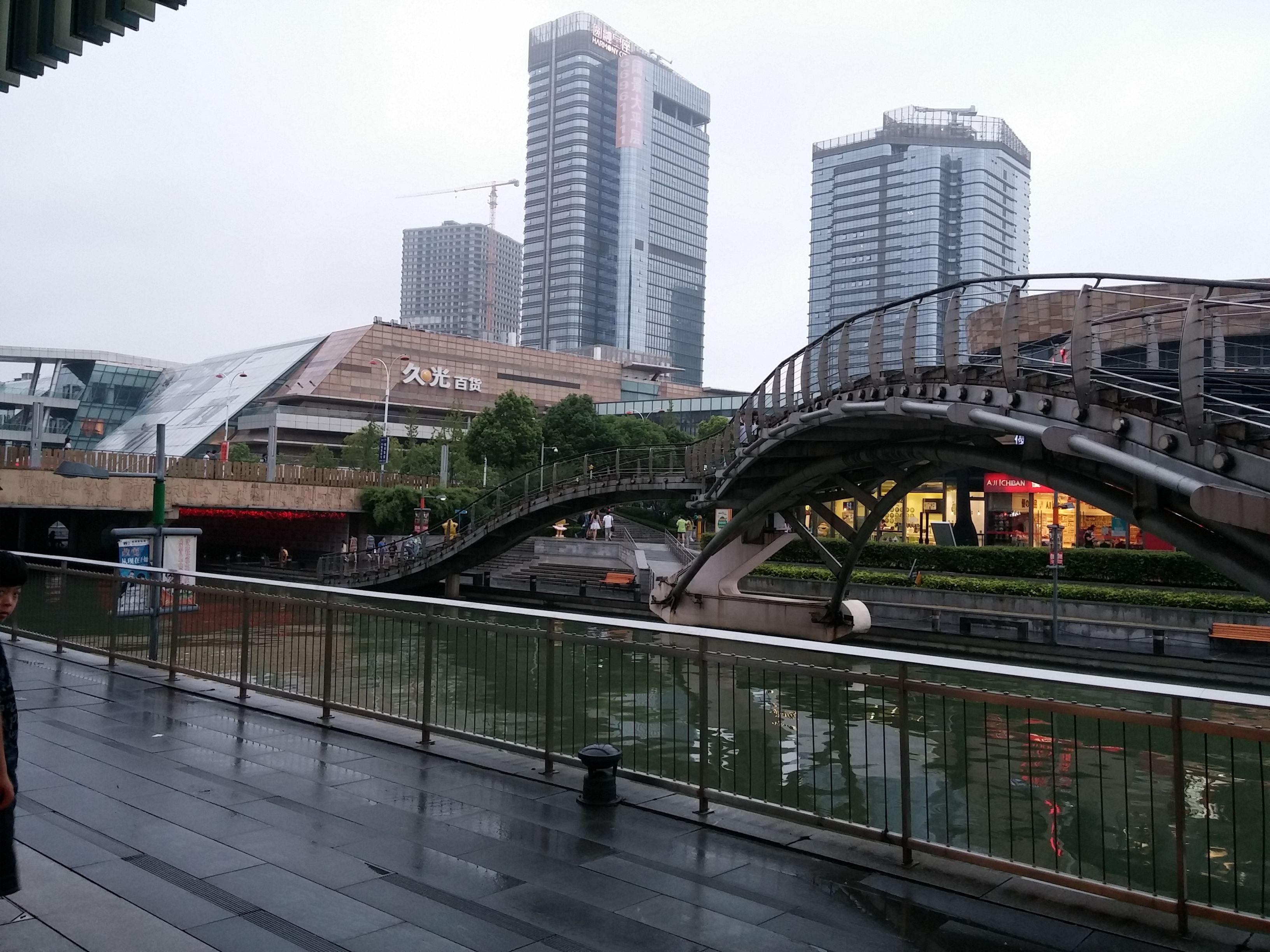

우중구(한국어: 오중구, 중국어: 吴中区, 병음: Wúzhōng Qū)는 중화인민공화국 장쑤성 쑤저우 시의 행정구역이다. 넓이는 672km2이고, 인구는 2007년 기준으로 570,000명이다.

## 행정 구역
8개 가도, 7개 진을 관할한다.
- 가도: 蘇苑街道, 長橋街道, 龍西街道, 城南街道, 越溪街道, 橫涇街道, 香山街道, 郭巷街道.
- 진: 甪直鎮, 光福鎮, 木瀆鎮, 胥口鎮, 東山鎮, 金庭鎮（原西山鎮）, 臨湖鎮.

## 같이 보기
- 우셴